# Cayo Erucio Claro
Cayo o Gayo Erucio Claro (en latín, Gaius Erucius Clarus) fue un senador romano que desarrolló su cursus honorum en el siglo II bajo los imperios de Antonino Pío, Marco Aurelio y Lucio Vero.

## Familia
Era hijo de Sexto Erucio Claro, consul ordinarius en 146 y Praefectus Urbi bajo Antonino Pío. Contrajo matrimonio con Pompeya Triaria, hija de Aulo Junio Rufino,  consul ordinarius en 153, con quien tuvo a su hijo Cayo Julio Erucio Claro Vibiano, consul ordinarius en 193, bajo Pertinax y Septimio Severo.

## Carrera política
Su primer cargo conocido fue  el de consul ordinarius en 170, bajo Marco Aurelio, quien, poco después, lo nombró gobernador de la provincia Syria-Palestina.